# Ruine Untereggingen
Die Ruine Untereggingen ist eine abgegangene Höhenburg auf einer Muschelkalkterrasse etwa 60 Meter über Untereggingen (Flurname „Burghalde“), einem Ortsteil der Gemeinde Eggingen im Landkreis Waldshut in Baden-Württemberg.
Die Burg wurde vermutlich von den Herren von Küssenberg im Klettgau erbaut und steht vielleicht im Disput bei der Entstehung der Landgrafschaft Stühlingen. 1251 werden die Grafen von Lupfen als Besitzer des Dorfes genannt. Eine „Burg Untereggingen“ oder ein Geschlecht „von Unterggingen“ erscheint allerdings nirgends urkundlich. Von der ehemaligen und von dem Burgenforscher Heinz Voellner vermuteten und begangenen Burganlage sind mit Vor- und Hauptburg noch geringe Mauerreste erhalten.